# Glenvar Heights
Glenvar Heights es un lugar designado por el censo ubicado en el condado de Miami-Dade en el estado estadounidense de Florida. En el Censo de 2010 tenía una población de 16.898 habitantes y una densidad poblacional de 1.506,08 personas por km².

## Geografía
Glenvar Heights se encuentra ubicado en las coordenadas 25°42′34″N 80°18′57″O / 25.70944, -80.31583. Según la Oficina del Censo de los Estados Unidos, Glenvar Heights tiene una superficie total de 11.22 km², de la cual 10.66 km² corresponden a tierra firme y (5.01%) 0.56 km² es agua.

## Demografía
Según el censo de 2010, había 16.898 personas residiendo en Glenvar Heights. La densidad de población era de 1.506,08 hab./km². De los 16.898 habitantes, Glenvar Heights estaba compuesto por el 88.84% blancos, el 3.18% eran afroamericanos, el 0.14% eran amerindios, el 2.85% eran asiáticos, el 0.04% eran isleños del Pacífico, el 2.86% eran de otras razas y el 2.09% pertenecían a dos o más razas. Del total de la población el 66.52% eran hispanos o latinos de cualquier raza.